# Порт Севильи
Порт Севильи расположен к югу от города Севильи, в устье реки Гвадалквивир и в 75 километрах от ее устья в Атлантическом океане. В настоящее время это единственный торговый порт во внутренних районах Испании.

## История
Существуют многочисленные греческие и латинские тексты, которые подчеркивают важность порта древнего города Хиспалис, нынешней Севильи.
Порт объединил торговлю с некоторыми из великих маршрутов своего времени: Средиземное море, Атлантика-Европа и Атлантика-Африка. В тринадцатом веке король Альфонсо X отмечал, что корабли ежедневно приходили из Танжера, Сеуты, Туниса, Александрии, Генуи, Португалии, Англии, Пизы, Ломбардии и других мест. Помимо преимуществ его местоположения был факт, что это был внутренний порт, который защищён от пиратства.
В 1503 году католические короли основали в Севилье Дом Индий, который централизовал в своем порту все кастильское и арагонское морские перевозки с Новым Светом. Тем не менее, эта монополия была установлена более жесткой для драгоценных предметов, таких как жемчуг, золото и серебро. Другие продукты, ткани или сельскохозяйственные продукты, также могли быть загружены в других андалузских портах. Из богатой сельскохозяйственной области, которая окружает город, оливковое масло и вино экспортировались в Америку. Севилья также стала отправной точкой почти всех испанских экспедиций и завоеваний первой половины шестнадцатого века.

## Характеристика
Порт Севильи предоставляет услуги проводки судов, техническое обслуживание канала доступа, услуги стоянки, услуги хранения товаров, обслуживания кранов, обслуживания прогулочных судов, электроснабжения и другое. Косвенно порт осуществляет работу лоцманских, швартовых, буксирных и экспедиторских компаний и владеет стивидорной компанией, грузополучателем и таможенным агентом.
В настоящее время порт обеспечивает городу 15 000 рабочих мест. Из этих 15 000 рабочих мест 25% являются прямыми рабочими местами в портовой отрасли, а 75% в отрасли зависят от порта.
Порт Севильи также имеет площадку для морских круизных лайнеров, причал Лас-Делисиас. На этой пристани есть также набережная, несколько ресторанов и аргентинский павильон выставки 1929 года. В конце 2014 года на набережной был открыт аквапарк.
В одном из нефов проспекта Ла-Раза в порту также есть музей истории порта, ориентированный в основном на современную эпоху.